# Gạch sinh thái

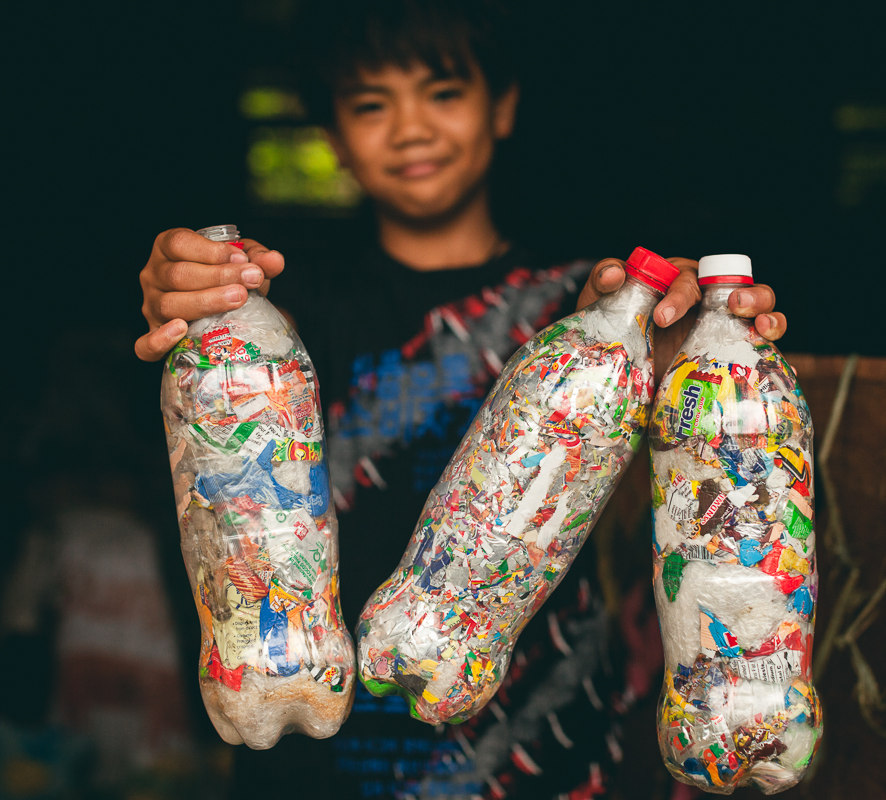
Ecobricks là chai nước uống bằng nhựa được đóng gói bằng chất thải không phân hủy được để tạo thành một loại gạch có thể tái sử dụng

Ecobrick là một chai nhựa được nhồi bằng nhựa đã qua sử dụng đến mật độ đã định. Chúng đóng vai trò như các viên gạch có thể tái sử dụng. Ecobricks có thể được sử dụng để sản xuất các mặt hàng khác nhau, bao gồm đồ nội thất, tường vườn và các công trình khác. Ecobricks được sản xuất chủ yếu như một phương tiện để quản lý chất thải nhựa bằng cách cô lập và chứa nó một cách an toàn, bằng cách giảm dần diện tích bề mặt thực của nhựa được nhồi để đảm bảo nhựa không bị phân hủy thành độc tố và vi nhựa. Khai thác sinh thái là nỗ lực của cả cá nhân và cộng tác. Phong trào xử lý nhựa sinh thái thúc đẩy quy trình xử lý nhựa sinh thái cá nhân như một phương tiện để nâng cao nhận thức về hậu quả của việc tiêu thụ và sự nguy hiểm của nhựa. Nó cũng thúc đẩy quá trình hợp tác như một phương tiện để khuyến khích cộng đồng chịu trách nhiệm tập thể về chất thải nhựa của họ và sử dụng chúng để sản xuất một sản phẩm hữu ích.
Để sản xuất ecobricks với chi phí môi trường tối thiểu, Liên minh Ecobrick toàn cầu (the Global Ecobrick Alliance) thúc đẩy các phương pháp công nghệ thấp không yêu cầu vốn, nhiên liệu, điện hoặc thiết bị chuyên dụng. Thông thường, người sản xuất sử dụng một thanh gỗ hoặc thanh tre để đóng gói nhựa vào chai nhựa một cách thủ công. Bất kỳ kích thước nào của chai nhựa polyethylene terephthalate (PET) trong suốt đều có thể được sử dụng để làm Ecobrick. Chai và nhựa được đóng gói phải sạch sẽ và khô ráo để ngăn ngừa sự phát triển của vi khuẩn. Nhựa được cắt hoặc xé thành từng miếng nhỏ sau đó nhét từng chút một, xen kẽ giữa việc thêm nhựa và nén chặt, từng lớp một. Chai được xoay theo từng lần nhấn để đảm bảo nhựa được nén đều khắp chai. Điều này giúp ngăn ngừa khoảng trống và việc đóng gói đạt đến độ vững chắc cần thiết cho các ứng dụng khối xây dựng. Ecobricks đã hoàn thành được nhồi đủ cứng để chúng có thể chịu được trọng lượng của một người mà không bị biến dạng — một dải mật độ từ 0,33g / ml đến 0,7g / ml. Việc tối đa hóa mật độ sẽ giảm thiểu khả năng bắt lửa của ecobrick  đồng thời tăng độ bền và khả năng tái sử dụng của nó. 

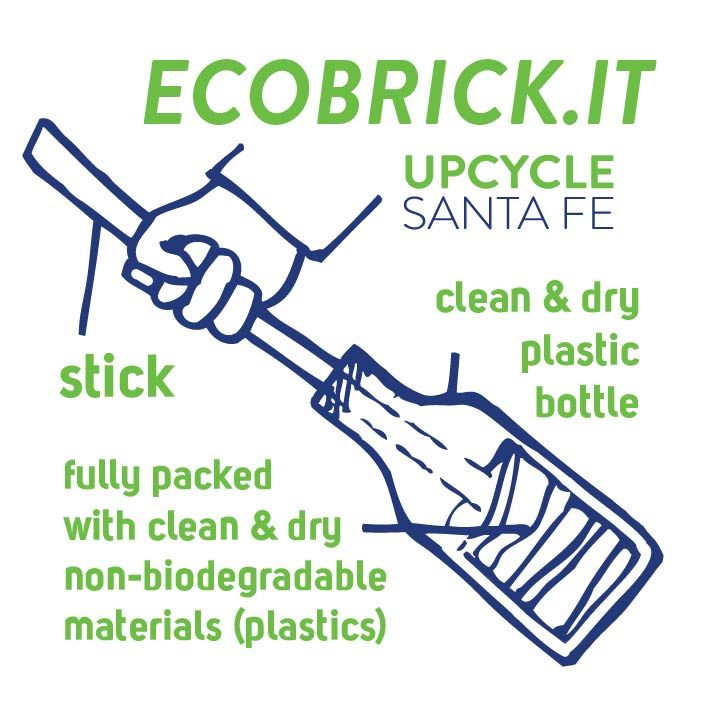
"Lấy một cái chai nhựa - nhét đầy nhựa" Ecobrick.it

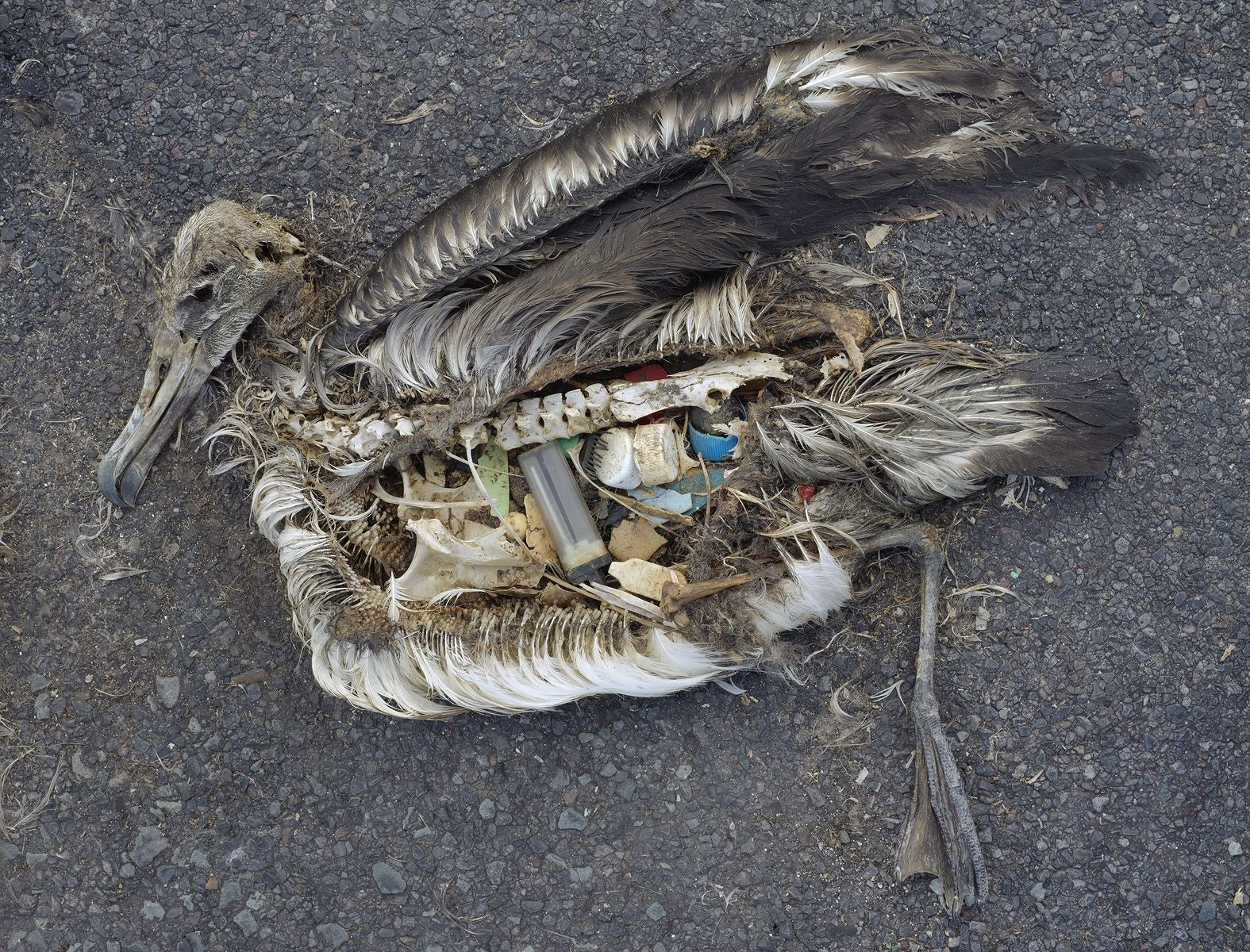
Chim hải âu tại Midway Atoll Refuge. Nhựa không phù hợp trở lại với chu kỳ của cuộc sống. (8080507529)

Phong trào ecobrick toàn cầu đã xuất hiện là kết quả của một số sáng kiến địa phương ở các địa điểm khác nhau trên thế giới nhằm ứng phó với những thách thức liên quan đến quản lý chất thải nhựa. Khi tiêu thụ xăng dầu và sản xuất nhựa gia tăng, và khi các phương pháp quản lý chất thải công nghiệp đang gặp khó khăn để theo kịp tốc độ, thì xử lý sinh thái đã nổi lên như một giải pháp địa phương, phi công nghiệp.

### Sự phát triển của nhựa thế kỷ 20
Năng lượng có nguồn gốc từ dầu mỏ đã thúc đẩy sự tăng trưởng của nền kinh tế toàn cầu trong hàng trăm năm qua. Việc sử dụng rộng rãi nhiên liệu hóa thạch đã tạo điều kiện cho công nghệ vận chuyển và vật liệu phát triển. Tuy nhiên, trong quá trình lọc dầu thô, 4-13% không thể chế biến thành nhiên liệu có giá trị cao, năng lượng cao. Sản phẩm phụ này rất hữu ích như một nguyên liệu để sản xuất polyme nhựa cực rẻ. Kể từ năm 1950, ước tính có khoảng 8.300 triệu tấn (Mt) nhựa nguyên sinh đã được sản xuất trên toàn thế giới; 9% trong số đó đã được tái chế, 12% được đốt và 79% được tích tụ trong các bãi chôn lấp hoặc môi trường tự nhiên.

### Dự báo dầu khí
Theo Hội đồng Hóa học Hoa Kỳ, kể từ năm 2010, 186 tỷ đô la đang được đầu tư vào 318 dự án mới nhằm thúc đẩy sản lượng nhựa tăng 40% trong thập kỷ tới. Nếu xu hướng sản xuất và quản lý chất thải hiện tại tiếp tục, khoảng 12.000 triệu tấn chất thải nhựa sẽ nằm trong các bãi chôn lấp hoặc trong môi trường tự nhiên vào năm 2050. Ngoài ra, đến năm 2030, lượng khí thải CO2 từ quá trình sản xuất, chế biến và xử lý nhựa có thể đạt 1,34 gigatt mỗi năm - tương đương với lượng khí thải của hơn 295 nhà máy nhiệt điện than 500 MW mới.

### Ô nhiễm nhựa
Một lượng lớn rác thải nhựa thải ra hành tinh của chúng ta hàng năm và chi phí của nó là rất lớn. Theo Niên giám 2014 của Chương trình Môi trường Liên hợp quốc (UNEP), ô nhiễm nhựa đe dọa sinh vật biển, du lịch, ngư nghiệp và các doanh nghiệp và tổng chi phí vốn tự nhiên cho rác thải nhựa là 75 tỷ USD mỗi năm. Tài liệu khoa học ngày càng tăng đang chứng minh nhiều mối nguy hiểm phát sinh từ sự phân hủy nhựa. Khi nhựa đi vào sinh quyển, nó giải phóng chất độc, các mảnh vỡ biến thành vi nhựa và thải ra khí thải nhà kính gây cản trở các chu trình sinh thái. Khi nhựa được đốt hoặc thiêu hủy, các khí độc hại như dioxin, furan và polychlorinated biphenyls được thải vào khí quyển. Sự thoái hóa quang oxy hóa gây ra do tiếp xúc với bức xạ cực tím (UV) và sự mài mòn vật lý các mảnh vụn nhựa thành các hạt nhỏ hơn và nhỏ hơn, được gọi là vi nhựa. Quá trình thoái hóa tương ứng trực tiếp với diện tích bề mặt của nhựa tiếp xúc cũng như thời gian tiếp xúc với tia UV. Phần lớn các loại nhựa sử dụng một lần không thể tái chế là các tấm và màng có diện tích bề mặt lớn và rất dễ bị phân hủy quang học. Quá trình phân hủy quang học cũng thải ra khí nhà kính, mêtan và ethylene.
Vi nhựa có thể có tác động trực tiếp đến sinh thái học, tích tụ trong chuỗi thực phẩm và gây thiệt hại kinh tế vì lo ngại về an toàn thực phẩm. Nhựa được đốt và thiêu hủy đã được chứng minh là giải phóng dioxin và các chất hóa học khác có hại cho sức khỏe con người.

### Sự thất bại của công nghiệp tái chế
Từ năm 1950 đến năm 2017, ước tính có khoảng 8.300 triệu tấn nhựa nguyên sinh đã được sản xuất trên toàn thế giới; chỉ 9% được tái chế, số còn lại đã được chôn hoặc đốt. Vào đầu những năm 2000, hầu hết hoạt động tái chế công nghiệp diễn ra ở Trung Quốc, nơi phần lớn các nước G7 xuất khẩu rác thải nhựa của họ. Quá trình chế biến nhựa này, đặc biệt là việc chôn và đốt rác không thể tái chế, đã gây ra ô nhiễm đáng kể ở Trung Quốc. Kể từ ngày 1 tháng 1 năm 2018, Trung Quốc đã cấm nhập khẩu nhựa trong chương trình "Thanh kiếm quốc gia" của mình. Kể từ đó, trên toàn cầu, nhiều loại nhựa hiện đang được đưa vào các bãi chôn lấp, lò đốt hoặc có khả năng xả rác ra môi trường do chi phí gia tăng để vận chuyển các vật liệu có thể tái chế ngày càng khiến hoạt động này không có lợi. Việc xuất khẩu nhựa thay thế từ Châu Âu và Châu Mỹ phần lớn đã được chuyển hướng sang Indonesia, Thổ Nhĩ Kỳ, Ấn Độ, Malaysia và Việt Nam , nơi thiếu các quy định về môi trường đã dẫn đến ô nhiễm không khí, nước và đất xung quanh các nhà máy chế biến. Các nhà phê bình nhận thấy rằng tái chế công nghiệp dựa vào việc xuất khẩu nhiều năng lượng của nhựa đến các địa điểm khác, rằng tái chế công nghiệp không phải là một vòng tròn (các quy trình biến nhựa cao cấp thành một dạng thấp hơn, ít tái chế hơn) và việc tái chế cho phép sự tiếp tục tiêu thụ nhựa.

## Xử lý rác thải nhựa
Phong trào xử lý rác thải sinh thái đã xuất hiện từ nhận thức ngày càng tăng về quy mô ô nhiễm nhựa, các vấn đề mà nó gây ra và việc các phương tiện công nghiệp không có khả năng quản lý đầy đủ rác thải nhựa . Phong trào xử lý rác thải sinh thái thúc đẩy các kỹ thuật, phương pháp luận và ứng dụng như một phương tiện cho các hộ gia đình, cộng đồng và các thành phố  phải chịu trách nhiệm về nhựa của họ, bảo vệ và biến đổi nó. Ecobricks dùng để cô lập nhựa, đưa nhựa vào sử dụng tại địa phương làm khối xây dựng và như một phương tiện trao đổi cộng đồng thay thế 

### Giảm thiểu diện tích bề mặt thực của thiết bị đầu cuối
Bằng cách nhồi nhựa vào chai, các màng bọc và phim có diện tích bề mặt cao phẳng được nén lại với nhau. Việc giảm thiểu diện tích bề mặt thực của thiết bị đầu cuối này có nghĩa là nhựa được bảo đảm khỏi các dạng suy thoái tiềm ẩn chính: nhiệt, cháy, ma sát và phân hủy quang học. Ngoài ra, bằng cách đảm bảo rằng chỉ nhựa sạch và khô được đóng gói và niêm phong vĩnh viễn trong chai, việc phân hủy vi sinh vật tiềm ẩn cũng được ngăn chặn.

### Quá trình cô lập nhựa
Khi ecobricks được chế tạo đúng cách và áp dụng đúng cách trong các công trình thiết kế từ nôi đến nôi, chúng dẫn đến việc cô lập hiệu quả, nhựa ra khỏi sinh quyển. Nói cách khác, ecobricks đóng vai trò như một cách để bẫy và bảo đảm không cho nhựa xâm nhập vào môi trường, làm suy thoái và gây hại cho hệ sinh thái. Trong các ứng dụng ecobrick ngắn hạn, chẳng hạn như Milstein  hoặc Dieleman Modules  ecobricks có thể được sử dụng trong tối đa ba năm mà không có bất kỳ hư hỏng nào đối với chai. Bằng cách sử dụng keo silicon  hoặc băng keo trong  như các phương pháp gắn kết ngắn hạn, không lâu dài, ecobricks có thể được gia cố mà không bị hư hại ở cuối công trình và được sử dụng lại trong các ứng dụng ngắn hạn hoặc dài hạn khác. Đặc biệt, phương pháp xây dựng bằng đất và sinh thái lâu dài, tạo ra các khu vườn, công viên và các bức tường bằng đất đảm bảo rằng nhựa sinh thái được bảo đảm hoàn toàn. Vữa đất sẽ dễ dàng vỡ vụn khi cấu trúc bị tháo rời để đảm bảo rằng các lớp vữa sinh thái có thể được khai thác và tái sử dụng. Vữa đất cũng bao phủ hoàn toàn ecobrick, loại bỏ mọi khả năng bị nhiệt, ma sát, cháy hoặc phân hủy vi sinh vật. Do đó, quá trình cô lập Ecobrick ngăn chặn sự phân hủy nhựa chứa thành vi nhựa và thành khí nhà xanh thông qua quá trình phân hủy quang học. Quá trình cô lập Ecobrick cũng ngăn chặn quá trình đốt nhựa và giải phóng khí và CO2  Người ta ước tính rằng với mỗi 1 kg nhựa ecobrick tương đương 3,1 kg CO2 bị cô lập.

### Nâng cao ý thức sinh thái
Trái ngược với các công nghệ quản lý nhựa công nghiệp, ecobriking liên quan trực tiếp đến người tiêu dùng nhựa trong quá trình sản xuất. Quá trình tiết kiệm, phân tách, rửa, làm khô và đóng gói nhựa dẫn đến sự phản ánh của người tiêu dùng / người làm sinh thái  Xu hướng thiền và cộng đồng của việc xử lý sinh thái nâng cao 'ý thức sinh thái' của cá nhân và tập thể theo thời gian. Những người làm công tác sinh thái có xu hướng theo đuổi nhiều thông tin hơn về xử lý chất thải trong cộng đồng của họ, các chủ đề về nhựa, tái chế và xử lý sinh thái. Điều này dẫn đến mức tiêu thụ nhựa ròng của ecobricker giảm ổn định.

### Liên minh Ecobrick Toàn cầu
Trong năm 2013, các nhà lãnh đạo của các phong trào ecobricks quốc gia khác nhau đã kết nối với nhau để thiết lập sự nhất quán và phù hợp trong phong trào toàn cầu. Russell Maier, Jo Stodgel, Candice Mostert, Patricia Acuna và Irene Bakisan là những người có công trong việc thành lập Liên minh Ecobrick Toàn cầu (GEA) và mục tiêu ban đầu là tạo ra Vision Ecobrick Guidebook. Vào năm 2014, với sự hỗ trợ của Ian Domisse, người sáng lập Ecobrick Exchange tại Nam Phi, họ đã đồng ý sử dụng thuật ngữ 'ecobrick' không gạch nối, không viết hoa làm thuật ngữ tham chiếu nhất quán, được tiêu chuẩn hóa trong sách hướng dẫn và tài liệu của họ. Bằng cách này, những người lập trình sinh thái trên khắp thế giới sẽ có thể dùng một từ để chỉ một khái niệm và các tìm kiếm trên web và thẻ bắt đầu bằng # sẽ đẩy nhanh sự phổ biến toàn cầu. Sau khi hoàn thành cuốn sách hướng dẫn, Russell Maier tiếp tục phát triển GEA. GEA là một doanh nghiệp trái đất có nguyên tắc, phi lợi nhuận với sứ mệnh hỗ trợ cơ sở hạ tầng công nghệ và triết học của phong trào ecobrick toàn cầu. GEA duy trì Ecobricks.org như một nguồn cung cấp các phương pháp ecobrick, các phương pháp hay nhất và nguyên tắc. GEA duy trì và phát triển ứng dụng web GoBrik.com miễn phí để hỗ trợ và kết nối những người lập trình sinh thái và cộng đồng của họ. GEA đã ra mắt và duy trì chuỗi khối thủ công Brikcoin như một phương tiện để đánh giá dịch vụ cô lập nhựa của các ecobrickers và phát triển một phương tiện trao đổi dựa trên giá trị của nhựa được bảo đảm.

## Ứng dụng xây dựng Ecobrick

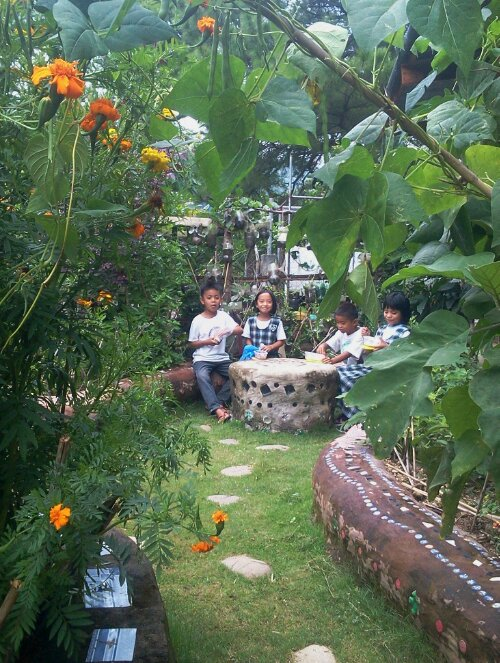
Ecobricks có thể được sử dụng để xây dựng các không gian vườn cộng đồng.

Ecobricks có thể được kết nối bằng cách sử dụng băng lốp, silicone, lõi ngô và xi măng để xây dựng đồ nội thất, sân vườn, công trình kiến trúc và hơn thế nữa. Ecobricks đang được sử dụng theo nhiều cách khác nhau trên khắp thế giới. Lý tưởng nhất là các công trình ecobrick sử dụng các phương pháp thiết kế kết hợp các chai - đảm bảo rằng ecobricks có thể được gia công mà không ảnh hưởng đến chai ở cuối tuổi thọ của công trình. Sẽ rất hữu ích khi phân biệt giữa các ứng dụng ecobrick ngắn hạn và các ứng dụng ecobrick dài hạn

### Các ứng dụng ngắn hạn
Ecobricks có thể được kết hợp với nhau bằng cách sử dụng băng lốp  hoặc băng trong ống  như các phương pháp gắn kết ngắn hạn, không lâu dài để tạo ra các ứng dụng kéo dài vài tháng đến vài năm. Vì các ứng dụng ngắn hạn thường không được che phủ, nên các công trình này thường được sử dụng trong nhà, để ngăn chặn sự tích hợp tia UV của chai. Các ứng dụng ngắn hạn bao gồm:
- Mô-đun Ecobrick Milstein: Mô-đun hình lục giác và hình tam giác được sử dụng để ngồi, nhưng có thể kết hợp với nhau để tạo thành một hoặc hai bề mặt ngang bằng. Các ứng dụng bao gồm bàn, giường, sân khấu, v.v.[54][55]
- Mô-đun Ecobrick Dieleman: Một cấu hình hình học của 16 mô-đun sinh thái cho phép mô-đun LEGO có thể xếp chồng lên nhau. Các mô-đun này có thể được xếp chồng lên nhau theo chiều ngang và chiều dọc vô thời hạn. Các ứng dụng bao gồm sân chơi trong nhà, quầy hàng tạm thời, nhà kho và cấu trúc hình tròn.[56]
- Ecobrick Open Spaces: Sự kết hợp của hàng trăm mô-đun lego Milstein và Dieleman cho phép tạo ra các không gian xã hội tương tác.[57]

### Ứng dụng dài hạn
Ecobricks có thể được sử dụng với các kỹ thuật xây dựng bằng đất (ví dụ như lõi, mỏ và dàu, và adobe) để tạo ra các cấu trúc có thể tồn tại nhiều năm hoặc nhiều thập kỷ (không có gì lạ đối với các công trình xây dựng bằng đất truyền thống từ nhiều thế kỷ trước). Theo cách này, hỗn hợp đất được sử dụng ở giữa các tấm trải nền theo chiều ngang làm vữa. Ecobricks cũng có thể được sử dụng theo chiều dọc và với các kỹ thuật xây dựng truyền thống trong phong cách xây dựng Pura Vida Atlan. Cả hai phương pháp đều cẩn thận để tránh việc bao phủ hoàn toàn các ecobricks bằng xi măng mà khi kết thúc quá trình xây dựng dẫn đến việc phá hủy ecobricks khi khai thác. Ví dụ về các ứng dụng ecobrick dài hạn bao gồm:
- Khu vườn nâng cao: Khu vườn sinh thái được đặt nằm ngang và có mái che hoàn toàn [62]
- Ghế dài nâng cao: Hai hoặc ba tầng ghế dài được đặt theo chiều ngang để làm ghế ngồi và ghế dài.[63]
- Công viên vui chơi Food Forest: Sự kết hợp giữa giường cao và ghế dài để tạo thành một không gian xanh công cộng, lý tưởng với các loại thực vật có thể ăn được.[64]
- Tường: Ecobricks có thể được lát ngang bằng vữa đất để xây tường đứng. Các bức tường có thể giữa trụ đứng và dầm hoặc như một cấu trúc đứng hình tròn. Ngoài ra, phương pháp pura vida, sử dụng dây gà giữa các trụ để tạo thành các bức tường từ các ecobricks đứng thẳng đứng.[65]

## Lịch sử
Việc đóng gói nhựa vào chai để cô lập nhựa và làm các khối xây dựng đã phát triển độc lập ở các địa điểm trên thế giới như một giải pháp cục bộ cho ô nhiễm nhựa . Làm đầy chai bằng chất thải nhựa được xây dựng dựa trên kỹ thuật đóng chai của kiến trúc sư người Đức Andreas Froese (sử dụng chai PET chứa đầy cát) ở Nam Mỹ vào năm 2000. Alvaro Molina bắt đầu đóng gói nhựa vào chai trên đảo Ometepe vào năm 2003. Susana Heisse, ở Guatemala bắt đầu khuyến khích xử lý môi trường vào năm 2003 như một kỹ thuật xây dựng và để giải quyết các thách thức ô nhiễm nhựa mà các cộng đồng ở Hồ Atitlan phải đối mặt.
Năm 2010, ở miền Bắc Philippines, Russell Maier và Irene Bakisan  phát triển một hướng dẫn chương trình giảng dạy về các phương pháp đơn giản hóa và được khuyến nghị để giúp các trường học địa phương tích hợp các viên gạch sinh thái vào chương trình giảng dạy của họ. Áp dụng các nguyên tắc sinh thái tổ tiên của người Igorot để xây dựng ruộng bậc thang, họ đã tích hợp các nguyên tắc từ nôi đến nôi vào phương pháp luận ecobrick: đảm bảo rằng ecobricks có thể được sử dụng lại vào cuối quá trình xây dựng mà chúng được sử dụng. Thông qua Sở Giáo dục, tài liệu hướng dẫn đã được phân phối đến 1.700 trường học trong năm 2014.
Sự phát triển mã nguồn mở của các phương pháp hay nhất và đổi mới ecobrick xuất hiện từ phong trào ở Philippines đã trở thành nguồn gốc cho Liên minh Ecobrick toàn cầu do Russell Maier, Joseph Stodgel và Candice Mostert thành lập. Global Ecobrick Alliance tiếp tục phát triển và duy trì cơ sở hạ tầng công nghệ và khái niệm của phong trào ecobrick toàn cầu với tư cách là một Doanh nghiệp Trái đất.
Các phong trào ở Nam Phi bắt đầu vào năm 2012, khi Joseph Stodgel đưa khái niệm này đến Greyton, tổ chức lễ hội Trash to Treasure hàng năm tại bãi rác địa phương cùng với người Nam Phi, Candice Mostert, người đã bắt đầu các dự án trường học địa phương dưới tòa nhà thị trấn chuyển tiếp Greyton bằng những viên gạch do cộng đồng. Từ đó, phong trào này đã phát triển ở Nam Phi, với các tổ chức như Waste-ED, do Candice Mostert thành lập, người hoạt động ở cả Zambia và Cape Towns xung quanh để giáo dục mọi người về nhựa và giá trị của nó, và kiến trúc sư Ian Dommisse là Ecobrick Exchange.

## Các nghiên cứu điển hình
1. Tại ngôi làng Besao ở miền Bắc Philippines, người trông coi bệnh viện Jane Liwan bắt đầu đóng gói một ecobrick mỗi ngày để tân trang lại ngôi nhà ốm yếu mà hàng xóm của cô đã chế giễu. Hai năm sau, ngôi nhà của cô ấy là một điểm thu hút khách du lịch đã được giới thiệu trên các phương tiện truyền thông địa phương và quốc gia.[71]
2. Trên hòn đảo núi lửa bị cô lập của Ometepe ở Hồ Nicaragua, Alvaro Molina, quẫn trí vì rác thải nhựa không có nơi nào để đi trong cộng đồng của mình, đã bắt đầu lát gạch sinh thái tại khách sạn của mình. Cộng đồng của anh ấy hiện là một trong những nơi sạch sẽ nhất trong cả nước, với hàng chục trường học địa phương được xây dựng bằng ecobricks và một nền kinh tế vi mô được hình thành xung quanh việc mua và bán ecobrick.[72]
3. Tại New Mexico, Hoa Kỳ, Jo Stodgel đã điều hành một dự án sinh thái cộng đồng từ năm 2014 thông qua tổ chức Upcycle Santa Fe của mình. Tổ chức tiến hành dọn dẹp sông ecobrick thường xuyên, đã xây dựng một số cấu trúc tại các trường học địa phương, và cũng hoàn thành một dự án nghiên cứu quan trọng với Phòng thí nghiệm Quốc gia Los Alamos về sự hình thành của ecobricks. Tổ chức của ông cũng khuyến khích việc sử dụng hộp sữa cũng như chai lọ để làm xe sinh thái.[73]
4. Ở Pune, Ấn Độ, một cộng đồng Pune Plogger đang làm gạch sinh thái từ nhựa được thu gom trong các thùng rác. Hỗ trợ cơ sở hạ tầng cho các cộng đồng kém may mắn là mục đích mà những viên gạch này sẽ phục vụ cho sự liên kết để cộng tác nhiều SDG.[74]
5. Tại Serbia, giáo sư toán học Tomislav Radovanovic đã dành 5 năm để biến 13.500 chai nhựa thành ngôi nhà mơ ước của mình. Các học trò cũ của thầy đã giúp đỡ anh.[75]
6. Gia đình Alfredo Santa Cruz ở Puerto Iguazu, Argentina, làm nhà của họ gần như hoàn toàn từ hàng nghìn chai nhựa. Tường, bàn cà phê, bệ giường và cả bậc thềm để đi ra cửa trước đều được làm bằng chai nhựa.[76]